# Ruwi

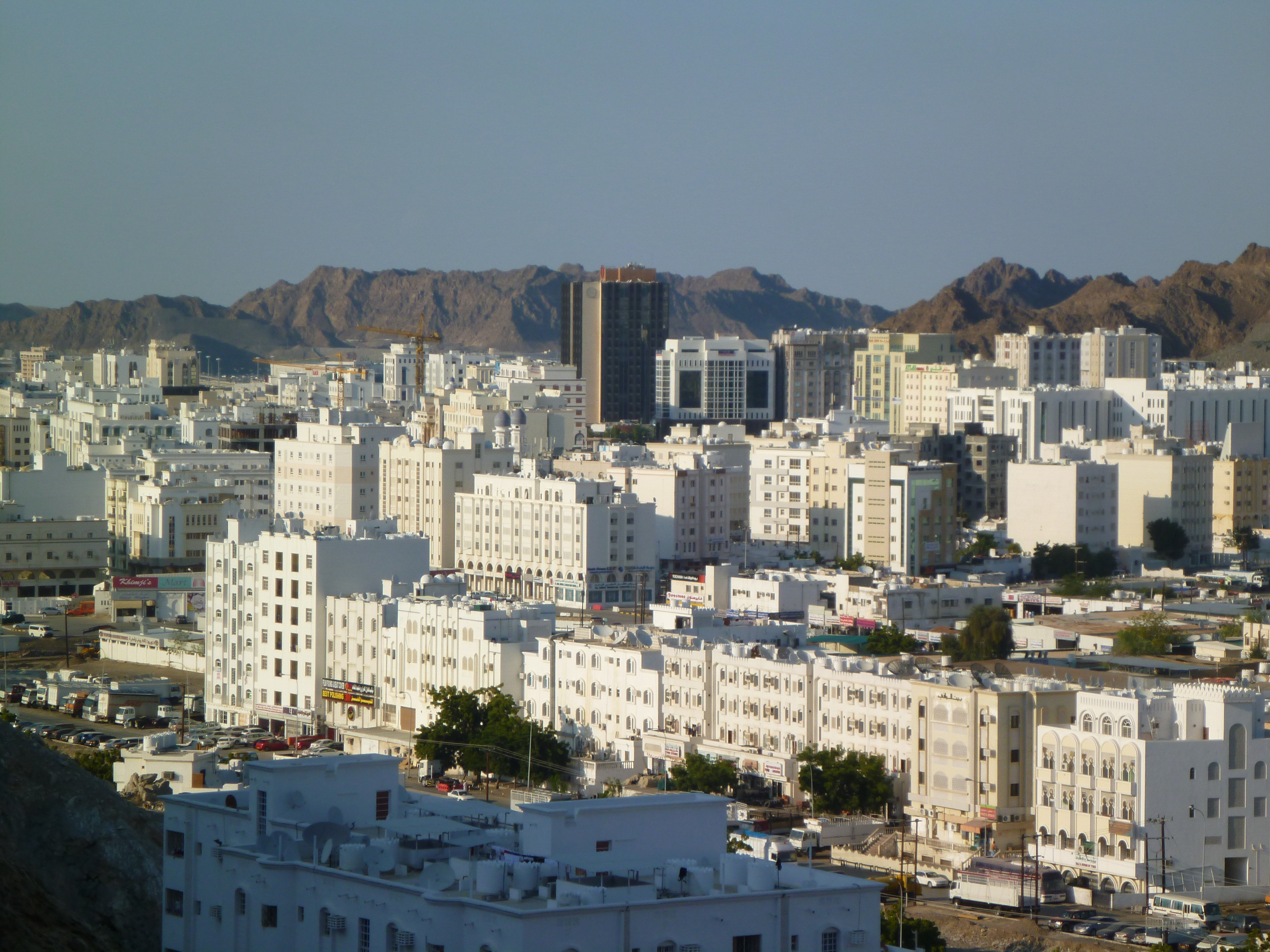
Blick über Ruwi

Ruwi (arabisch روي, DMG Ruwī) ist ein Ort unweit von Maskat, der Hauptstadt vom Oman. Ruwi gehört zum Wilaya Matrah und ist ein Zentrum innerhalb der Muscat Capital Area.
Der Ort liegt nördlich vom Stadtteil Al Wadi al Kabir und südlich von Matrah. Ruwi ist das Banken- und Geschäftsviertel von Maskat. Auch die Wertpapierbörse des Landes - der Muscat Securities Market befindet sich hier. In der Hauptstraße Ruwi High Street gibt es Juweliere, einen Fischmarkt, ein Einkaufszentrum, Restaurants und mehrere Kinos. Das höchste Haus im Viertel ist das Sheraton Oman Hotel.
Ruwi hat die Postleitzahl 112.
Ruwi ist der Hauptverkehrsknotenpunkt des örtlichen Stadtbusdienstes Mwasalat. Von hier aus fahren Busse auf nationalen und internationalen Strecken ab.